# Катастрофа Ил-14 в Копенгагене
В четверг 15 августа 1957 года в гавани Копенгагена при заходе на посадку потерпел катастрофу Ил-14П компании Аэрофлот, в результате чего погибли 23 человека.

## Самолёт
Ил-14М (по другим данным — Ил-14П) с бортовым номером Л1874 (заводской 146000607, серийный — 06-07) был выпущен заводом ММЗ «Знамя Труда» в 1956 году и передан Главному управлению гражданского воздушного флота, которое направило его в 63-й (Внуковский) авиаотряд Московского Территориального управления ГВФ.

## Катастрофа
Самолёт выполнял рейс 103 из Москвы в Копенгаген с промежуточной посадкой в Риге. Его экипаж из 63 авиаотряда состоял из командира П. П. Колесникова, второго пилота В. Д. Естафьева, бортрадиста В. Г. Черствова, бортмеханика С. М. Румянцева и бортпроводницы М. А. Бушковой-Моисеевой. Из Рижского аэропорта самолёт вылетел в 04:40 по местному времени (05:40 МСК). На его борту находились 18 пассажиров.
| Страна         | Пассажиры | Экипаж | Всего |
| -------------- | --------- | ------ | ----- |
| СССР           | 11        | 5      | 16    |
| ФРГ            | 3         | 0      | 3     |
| Великобритания | 2         | 0      | 2     |
| Дания          | 1         | 0      | 1     |
| США            | 1         | 0      | 1     |
| Итого          | 18        | 5      | 23    |

Согласно прогнозу, над Копенгагеном ожидалась облачность с нижней границей 300—600 метров и горизонтальная видимость 10 километров, то есть метеоусловия были нормальными. Но когда спустя 2 с лишним часа Ил-14 долетел до Копенгагенского аэропорта (Каструп), там уже проходил волнами туман с нижней границей 60 метров, а видимость упала до 1700 метров. Тогда самолёт прошёл над аэропортом на высоте 1500 метров в 06:17 по местному времени (08:17 МСК) и диспетчер его наблюдал, в связи с чем дал разрешение на посадку. Но при этом он сказал на быстром английском указание снижаться над полем аэродрома, так как туман уже ушёл к западу и как раз в район, где начинались заходы на посадку. Однако командир не разобрал этого указания и начал точно выполнять команды диспетчера. Пройдя приводную радиостанцию, экипаж в снижении выполнил разворот для выхода на посадочный курс 125° на ВПП 12 и продолжил полёт на предпосадочной прямой. Далее самолёт попал в густой туман, хотя диспетчер говорил о возможности визуального захода на посадку. Доверившись данному указанию, пилоты продолжили снижение.
В 06:30 (08:30 МСК), пролетая над электростанцией Ørsted (дат. Эрстед), стоящей в свою очередь на берегу канала, самолёт в 6700 метрах от аэропорта врезался правой плоскостью крыла в дымовую трубу высотой 80 метров. От удара правую плоскость оторвало, а Ил-14 упал в канал шириной 150 метров и глубиной 5 метров в районе Южного порта (da:Sydhavnen). Все 23 человека на его борту погибли.

## Причины

### Заключение датской комиссии
В условиях погоды, которые не позволяли осуществить визуальный заход на посадку от приводной радиостанции Белла на ВПП 12, пилот, стараясь поддержать визуальный контакт с землёй, снизился до высоты ниже безопасной. Самолёт в тумане столкнулся с трубой электростанции и потерпел катастрофу.— 

### Заключение советской комиссии
Недостатки в руководстве самолётом со стороны службы движения аэропорта Каструп, выразившиеся в:
а) неправильной оценке метеообстановки в районе аэродрома и неправильно данном разрешении производить визуальный заход на посадку, тогда как в этих условиях необходимо было дать указание заходить строго по схеме инструментального захода на посадку по приводной радиостанции;
б) неправильном информировании экипажа о метеообстановке в районе аэропорта и, особенно, со стороны подхода к ВПП 12 с МК=125°;
в) поспешной даче разрешения на посадку экипажу, несмотря на более чем двухчасовой запас горючего, в то время как в районе аэропорта проходили волны тумана при высоте облачности 60 м и плохой видимости.
В результате экипаж, пытавшийся по указаниям диспетчера выйти визуально на аэродром с правым разворотом, на подходе к аэродрому внезапно попал в туман, и, самолёт, находясь на линии пути, неожиданно столкнулся с ничем не обозначенной верхушкой трубы. Кроме того, труба, как препятствие, не указана в полётных документах управления гражданской авиации Дании и не имеет необходимой маркировки, кроме декоративного подсвета прожекторами ночью.
КВС, несмотря на большой опыт полётов (14 000 часов), в том числе и в аэропорт Копенгагена, получив разрешение на визуальный заход на посадку, неправильно оценил метеообстановку и возможность выполнения захода на посадку визуально. Встретившись при подходе к ВПП с туманом, он своевременно не принял решение уйти на второй круг с последующим уходом в зону ожидания до улучшения погоды в аэропорту.

Также виновниками катастрофы являются: командир 63 авиаотряда — в недостаточном контроле и инструктаже экипажей, выполняющих полёты за границу; представитель ГУ ГВФ в аэропорту Каструп — в неправильной оценке метеообстановки и невмешательстве в действия авиадиспетчерской службы аэропорта.— 